# Tarnaméra, Heves
Tarnaméra  este un sat în districtul Heves, județul Heves, Ungaria, având o populație de 1.713 locuitori (2011). 

## Demografie
Componența etnică a satului Tarnaméra
     Maghiari (98,95%)
     Necunoscut (0,42%)
     Alții (0,63%)
Componența confesională a satului Tarnaméra
     Romano-catolici (61,47%)
     Fără religie (7,12%)
     Necunoscută (29,66%)
     Alte religii (2,63%)
Conform recensământului din 2011, satul Tarnaméra avea 1.713 locuitori. Din punct de vedere etnic, majoritatea locuitorilor (98,95%) erau maghiari. Apartenența etnică nu este cunoscută în cazul a 0,42% din locuitori.  Din punct de vedere confesional, majoritatea locuitorilor (61,47%) erau romano-catolici, cu o minoritate de persoane fără religie (7,12%). Pentru 29,66% din locuitori nu este cunoscută apartenența confesională.